# Pools-Orthodoxe Kerk

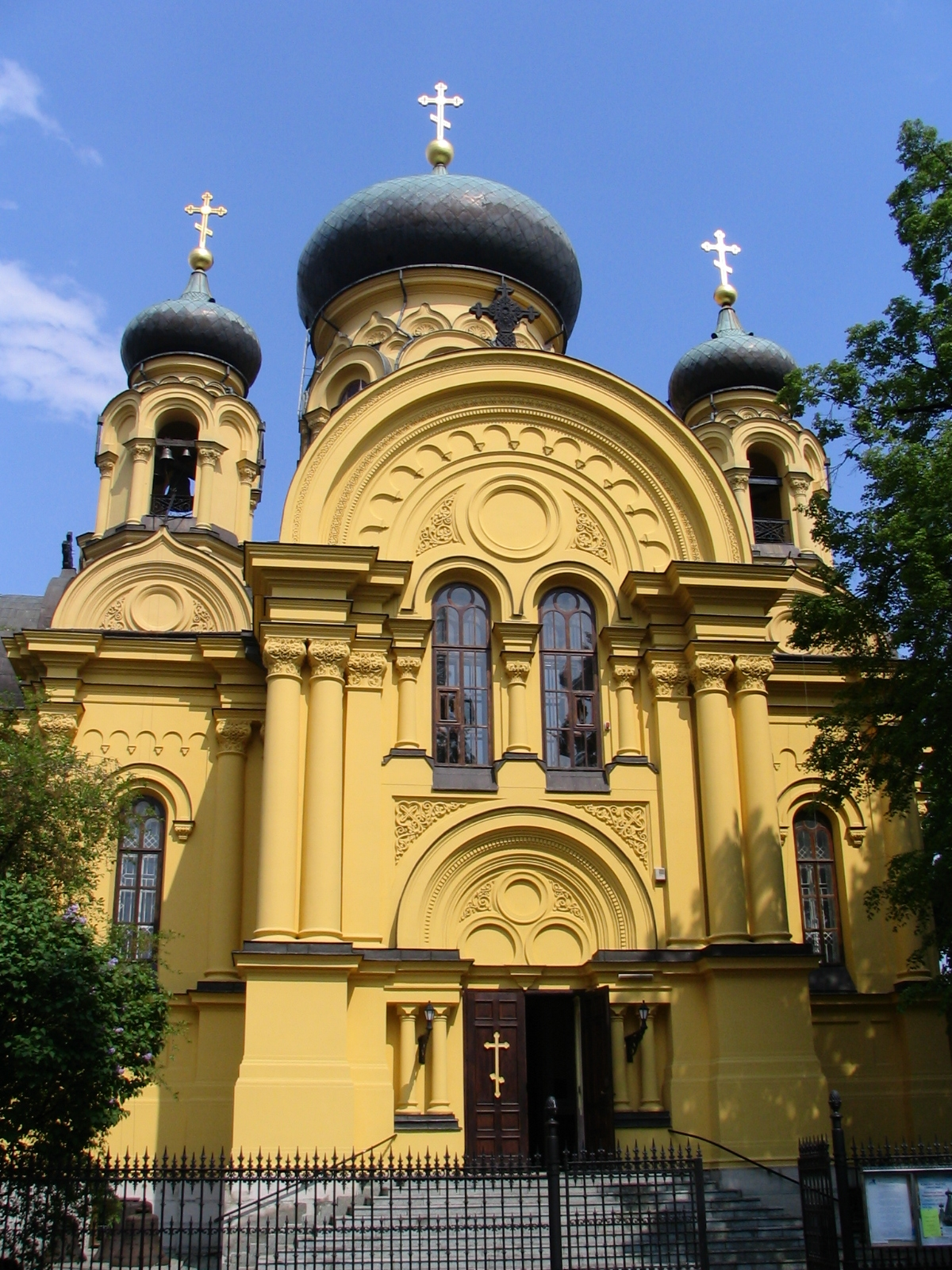

De Pools-Orthodoxe Kerk of Pools Autocefale Orthodoxe Kerk (Pools: Polski Autokefaliczny Kościół Prawosławny) behoort tot de oosters-orthodoxe kerken. Ze is een autocefale kerk.

## Geschiedenis
De Pools-Orthodoxe Kerk werd in 1924 opgericht om tegemoet te komen aan de wensen van de oosters-orthodoxe bevolking van delen van Oekraïne en Wit-Rusland, die na de Eerste Wereldoorlog aan Polen waren toegevallen. De patriarch van de Russisch-Orthodoxe Kerk ging aanvankelijk niet akkoord met de oprichting van deze kerk.
Na de Tweede Wereldoorlog kwamen de bovenvermelde gebieden bij de Sovjet-Unie en bleven er zeer weinig orthodoxe christenen in Polen over. In 1948 erkende de Russische patriarch de autocefale status van de Poolse kerk.

## Organisatie en huidige situatie
Het hoofd van de Pools-Orthodoxe Kerk is metropoliet Sawa van Warschau, aartsbisschop van Warschau en metropoliet van geheel Polen met zetel in Warschau. Het aantal gelovigen ligt rond de 600.000.